# Douglas DC-4

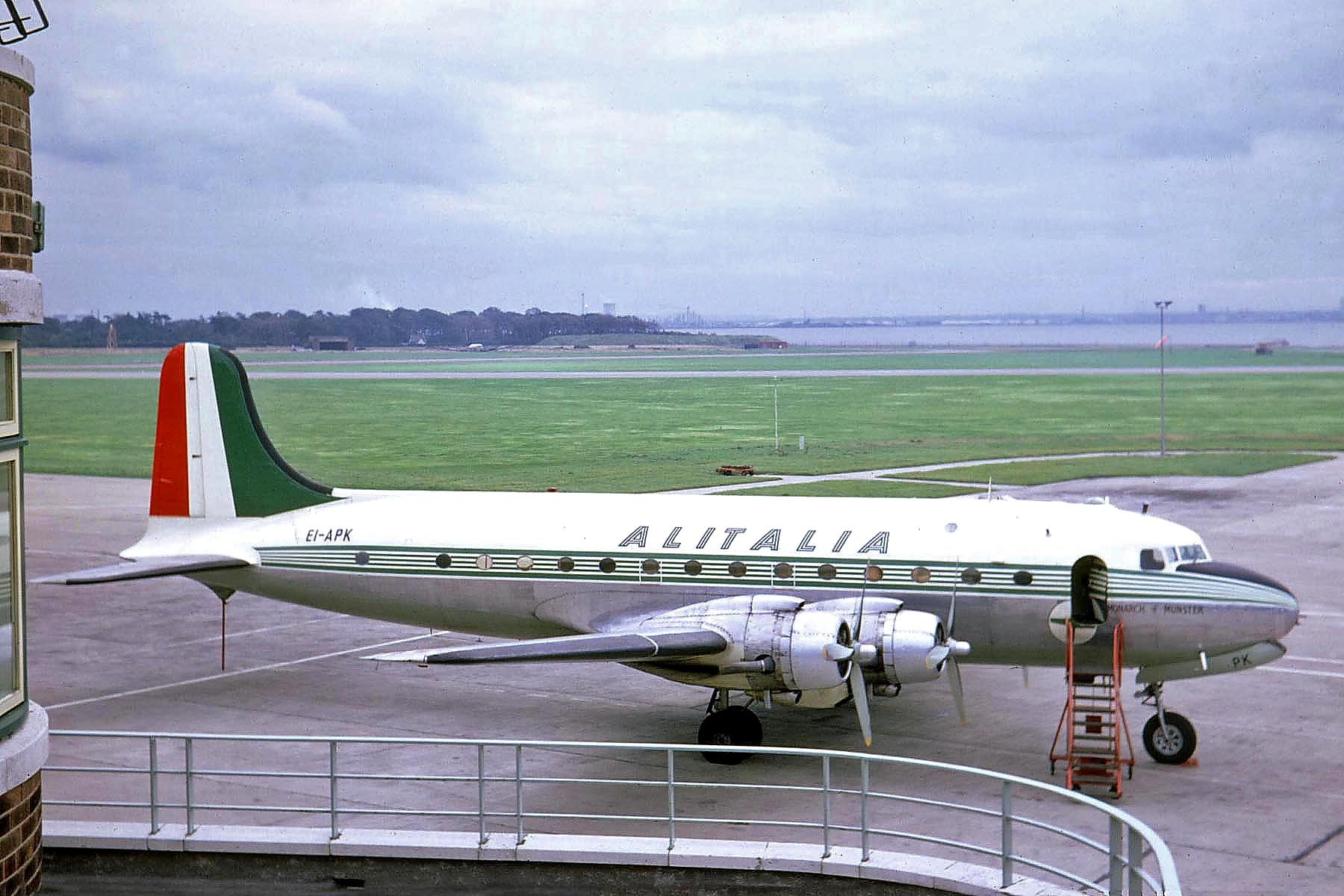
Un Douglas DC-4 di Alitalia all'aeroporto di Liverpool

Il Douglas DC-4 è un aereo di linea quadrimotore ad ala bassa, progettato per operare su rotte a lungo raggio, prodotto dall'azienda statunitense Douglas Aircraft Company negli anni quaranta.

## Storia del progetto
La storia del Douglas DC-4 ebbe inizio nel 1935 con la progettazione di un modello che avrebbe dovuto rappresentare l'avanguardia della tecnica aeronautica per l'epoca; il primo (ed unico) prototipo volò il 7 giugno 1938: identificato col nome di DC-4E (dove E stava per Experimental, sperimentale), aveva un'apertura alare che superava i 42 m, era lungo 29,74 m e aveva un impennaggio tri-deriva dimensionato appositamente per poter comunque accedere, malgrado le notevoli dimensioni, agli hangar dell'epoca; era inoltre dotato di una fusoliera pressurizzata e avrebbe dovuto montare 4 motori radiali Pratt & Whitney R-2180-A Twin Hornet (un 14 cilindri a doppia stella, da 1 166 hp), ma si rivelò antieconomico fin dai primi calcoli relativi alle tratte statunitensi che avrebbe dovuto coprire.

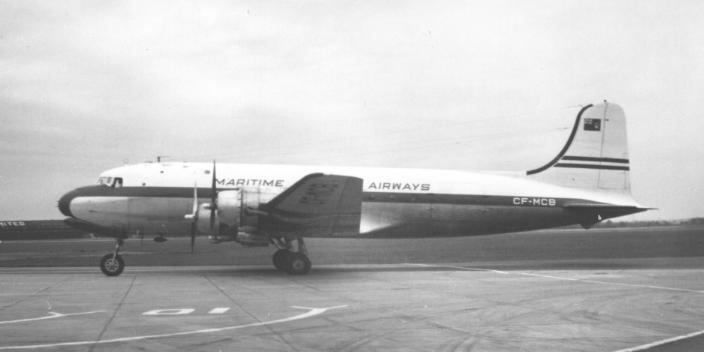
Un DC-4 della Maritime Central Airways (Canada) all'aeroporto di Manchester.

Il prototipo venne così smontato e, nell'autunno del 1939 venne, paradossalmente, venduto al Giappone dove fu sviluppato per dare vita a una macchina, il bombardiere strategico Nakajima G5N (Shinzan) non molto più fortunata (si ha notizia di 6 o 7 esemplari prodotti).
Nel frattempo gli uffici tecnici della Douglas Aircraft Company, già nel maggio del 1939, stavano lavorando a una cellula più semplice e di dimensioni ridotte: la fusoliera leggermente più corta, l'apertura alare ridotta, la rinuncia alla pressurizzazione e l'impennaggio singolo costituivano le principali differenze rispetto al primo progetto; l'aereo manteneva comunque caratteristiche d'avanguardia, come l'ala o il carrello di tipo triciclo anteriore.
Questa volta il velivolo calamitò l'attenzione di alcune compagnie aeree che trasmisero ordini per 61 esemplari (precisamente da American Airlines, Eastern Air Lines e United Air Lines).
Il nuovo prototipo volò per la prima volta il 14 febbraio 1942, quando ormai l'attacco di Pearl Harbor aveva cambiato i destini del mondo e anche la vita del DC-4 era segnata: le necessità militari ebbero il sopravvento e tutta la produzione fino al 1945 destinata all'impiego bellico, con la sigla C-54 Skymaster.
Solo 79 esemplari vennero prodotti dopo la seconda guerra mondiale e vennero affiancati, nelle flotte di innumerevoli compagnie aeree (passeggeri e cargo), dagli esemplari che venivano di volta in volta dismessi dalle forze armate e riconvertiti a uso civile.

### Sviluppi correlati

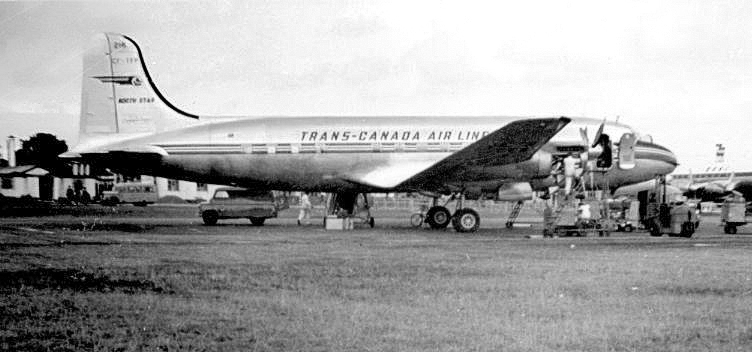
Un Canadair North Star all'aeroporto di Heathrow.

- Canadair: sul finire della seconda guerra mondiale, la neocostituita azienda canadese Canadair acquisì i diritti per la costruzione del DC-4, realizzandone anche una versione dotata di fusoliera pressurizzata. Dotati di motori Rolls-Royce Merlin 626 (V 12, da 1 750 hp), vennero impiegati con il nome di Canadair DC-4M North Star (sigla interna CL-2)[2]. Una versione con motorizzazione di maggior potenza e con peso al decollo incrementato prese il nome di Canadair C-4 Argonaut (sigla interna CL-4) e infine una nuova versione, dotata di motori Pratt & Whitney R-2800 (radiali a 18 cilindri da 2 100 hp), venne realizzata come Canadair C-5 (sigla interna CL-11) ma non ebbe successo e venne prodotta in un singolo esemplare impiegato dalla Royal Canadian Air Force nel ruolo di trasporto per lo Stato Maggiore[2].

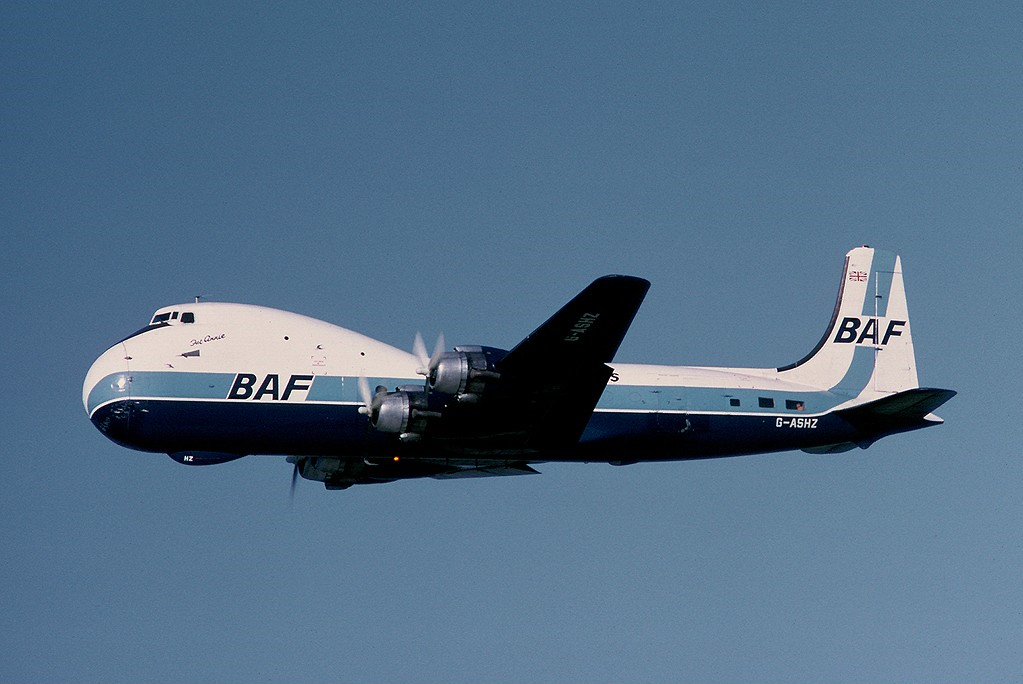
Un Carvair della British Air Ferries.

- Aviation Traders Ltd: azienda britannica, con sede a Southend-on-Sea (Essex), che già aveva elaborato (con poco successo) una propria versione del DC-3, sviluppò una variante del DC-4 modificando ampiamente alcuni velivoli: prolungando il tronco anteriore della fusoliera (di 2,64 m) e installando un muso incernierato apribile con un sistema idraulico, realizzò un aereo in grado di trasportare fino a 5 veicoli che venne battezzato Carvair[5] (contrazione della definizione car-via-air, veicoli per via aerea)[2]. L'aereo, il cui primo volo avvenne il 21 giugno 1961, fu realizzato in 21 esemplari e venne impiegato prevalentemente per voli attraverso il Canale della Manica.

## Tecnica
Monoplano ad ala bassa, era un quadrimotore con fusoliera a sezione circolare. La struttura era completamente metallica. Le semiali erano costituite da una struttura monolongherone ed erano dotate, sul bordo d'uscita, di alettone (con rivestimento in tela) e ipersostentatore (a fessura singola). Le gondole dei motori erano ancorate alle semiali e la più interna delle due ospitava l'elemento posteriore del carrello d'atterraggio, che era del tipo triciclo anteriore. Il timone era monoderiva e, analogamente agli equilibratori, era rivestito in tela. Anche la versione civile, prodotta al termine del conflitto, impiegò i motori radiali a 14 cilindri a doppia stella, Pratt & Whitney R-2000.

## Impiego operativo

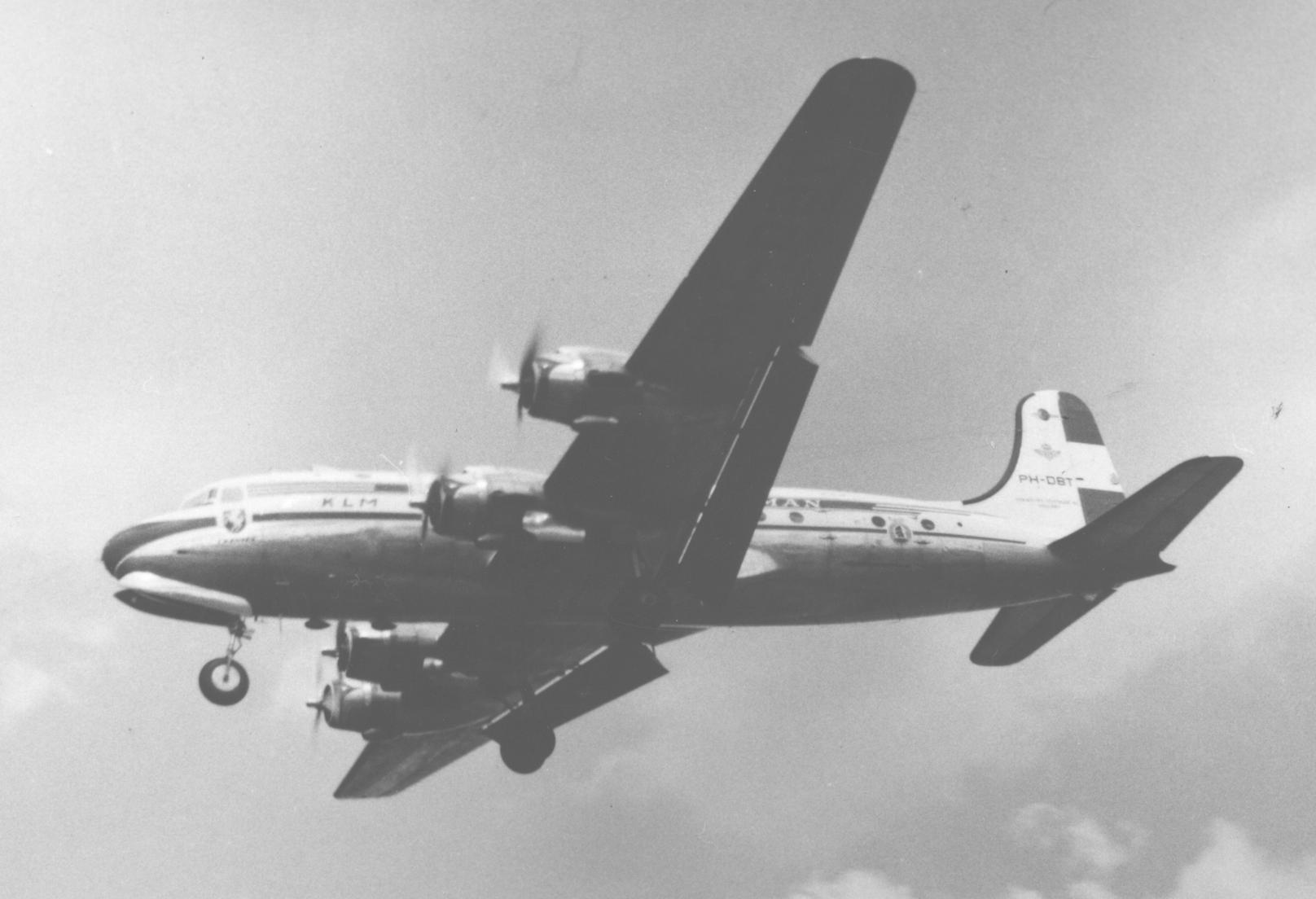
Un DC-4 dell'olandese KLM.

È praticamente impossibile riuscire a ricostruire la vita operativa di questo robusto quadrimotore, poiché venne impiegato da innumerevoli compagnie aeree in tutti i continenti.
Il suo ruolino, che già faceva registrare 79 642 traversate oceaniche nel corso della guerra, venne ulteriormente arricchito al termine del conflitto: già dagli ultimi giorni di ottobre del 1945 l'American Overseas Airlines impiegò i DC-4 per collegare New York e Londra (con voli che complessivamente duravano quasi 24 ore).
L'Alitalia utilizzò i DC-4 tra il 1950 e il 1954: si trattava, per l'esattezza, di quattro C-54 ricondizionati per l'impiego civile che portarono le matricole I-DALT, DALU, DALV, DALZ e vennero rispettivamente battezzati Città di Milano, Città di Palermo, Città di Napoli, Città di Roma.

### Incidenti
- Disastro aereo delle Bermuda: un Douglas DC-4 della Cubana de Aviación precipitò in mare il sabato 6 dicembre 1952.

## Varianti
I modelli usciti nuovi dalle catene di montaggio a partire dalla fine della guerra ebbero le seguenti denominazioni:
- DC-4-1009: Versione passeggeri fino a 86 posti.
- DC-4-1037: Versione cargo (non ebbe richieste e nella pratica non venne mai prodotto).

## Utilizzatori
Australia
- Trans Australia Airlines

 Belgio
- Avions Fairey
- Belgian International
- Sabena

 Canada
- Buffalo Airways
- Canadian Pacific
- Curtiss Reid Flying Services Canada
- Kenting Aviation
- Maritime Central Airways
- Pacific Western
- Transair

 Colombia
- Avianca

 Francia
- Air France

 Hong Kong
- Cathay Pacific Airways

 Islanda
- Icelandair
- Loftleidir

 Israele
- El Al

 Italia
- Alitalia

 Paesi Bassi
- KLM

 Paraguay
- Paraguayan Airways Service
- Lloyd Aéreo Paraguayo S.A.

 Taiwan
- China Airlines

 Regno Unito
- Invicta
- Starways

 Stati Uniti
- Aero Union
- American Overseas Airlines
- Capital Airlines
- Eastern Airlines
- Pacific Southwest Airlines
- Pan American World Airways
- Trans World Airlines